# Баян-Уул (Дорнод)
Баян-Уул (монг. Баян-Уул) — сомон аймака Дорнод в северо-восточной части Монголии, площадь которого составляет 5 623 км². Численность населения по данным 2009 года составила 4 451 человек.
Центр сомона — посёлок Жавартхошуу, расположенный в 190 километрах от административного центра аймака — города Чойбалсан и в 602 километрах от столицы страны — Улан-Батора.

## География
Сомон расположен в северо-восточной части Монголии. Имеет границу с Российской Федерацией. На территории Баян-Уула располагаются горы Эрээн даваа, Буна, Дархит, Шинэстэй, протекают реки Оноо, Улз, Унурч, Гуна, Дархит, Эрэлж.

## Климат
Климат резко континентальный. Средняя температура января -20-25 градусов, июля +16-18 градусов. Ежегодная норма осадков 200-250 мм.

## Фауна
Животный мир Баян-Уула представлен оленями, лосями, косулями, кабанами, медведями, волками, лисами, зайцами.

## Инфраструктура
В сомоне есть школа, больница, торговый и культурный центры, ремонтный цех.

## Известные уроженцы
- Дашбалбар Базарсад (1951–2012) –  монгольский военный, государственный, общественный и дипломатический деятель, доктор военных наук, профессор, академик, генерал-майор. Заслуженный пограничник Монголии. Заслуженный чекист Монголии. Заслуженный железнодорожник Монголии.